# Oxydesmus liberrimus
Oxydesmus liberrimus är en mångfotingart som beskrevs av Carl Graf Attems 1938. Oxydesmus liberrimus ingår i släktet Oxydesmus och familjen Oxydesmidae. Utöver nominatformen finns också underarten O. l. nimbanus.